# Domarring von Himmelstorp

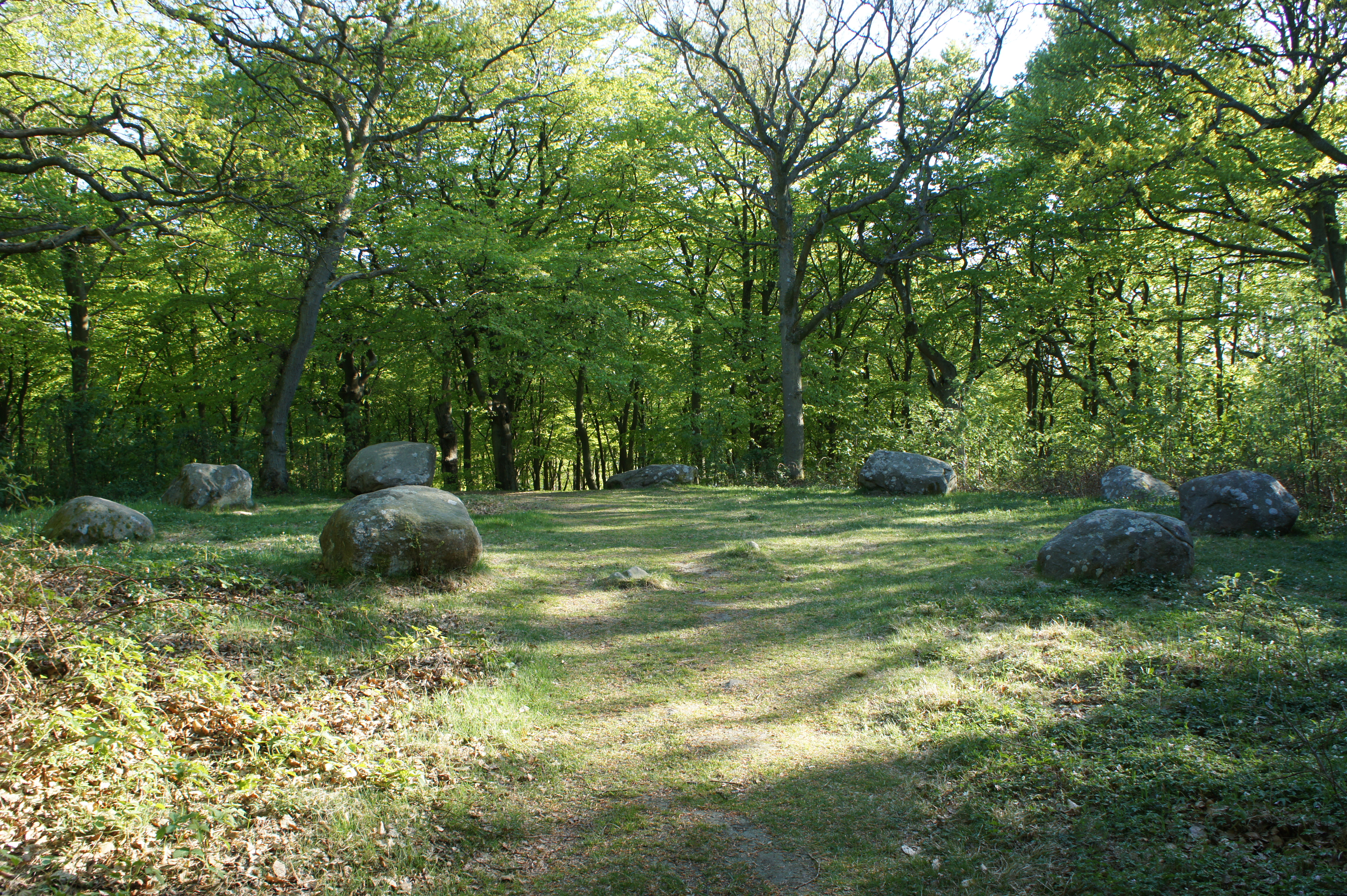
Domarring von Himmelstorp

Der Domarring von Himmelstorp (auch Domhög genannt) ist einer von mehreren Steinkreisen auf dem „Himmelstorp gravfält“ am Kullaberg auf der Halbinsel Kullen in Höganäs, nördlich von Helsingborg in Schonen in Schweden.
Als Carl von Linné im Jahre 1749 Schonen bereiste, beschrieb er den 200 m südwestlich des Hofes gelegenen Domarring (deutsch „Richterring“), der etwa 16,0 m Durchmesser hat und wie die meisten (so auch Domarring von Skärholmen) aus neun Steinen besteht, die auf kleinen, teilweise sichtbaren Felsen ruhen. Dabei handelt es sich um Dolmen vom Fröböke-Typ (schwedisch „Järnålder dös“). Diese Dolmen werden auch auf Gräberfeldern in Halland, Småland, auf Öland und im Südwesten von Västergötland gefunden. Auf dem Gräberfeld von Fagertofta in der schwedischen Provinz Jönköpings län befindet sich ein ähnlicher Steinkreis aus sechs erhaltenen Dolmen.
Die Steinkreisform der Eisenzeit besteht meist aus sieben oder neun Dolmen und enthält in der Regel Brandgräber. Der Begriff „Domarring“ ist auf frühere Zeiten zurückzuführen. Man assoziierte die Kreise mit der Rechtsprechung und dachte, dass eine bestimmte ungerade Zahl von Richtern in den Kreisen Urteile sprach.